# 4737 Kiladze
4737 Kiladze è un asteroide della fascia principale. Scoperto nel 1985, presenta un'orbita caratterizzata da un semiasse maggiore pari a 2,6946666 UA e da un'eccentricità di 0,0770132, inclinata di 4,58632° rispetto all'eclittica.